# Chinese buulbuul
De Chinese buulbuul (Pycnonotus sinensis) is een zangvogel uit de familie van de buulbuuls.

## Verspreiding en leefgebied
Deze soort komt voor in China, Vietnam en Taiwan en telt vier ondersoorten:
- P. s. sinensis: centraal en oostelijk China.
- P. s. hainanus: zuidoostelijk China en noordelijk Vietnam.
- P. s. formosae: Taiwan.
- P. s. orii: de zuidelijke Riukiu-eilanden.

## Status
De grootte van de populatie is niet gekwantificeerd maar de soort wordt omschreven als op veel plaatsen talrijk. Op de Rode lijst van de IUCN heeft deze soort de status niet bedreigd.